# Monasterio del Pilar de Embún
El Monasterio del Pilar de Embún es un templo del siglo XVII, originalmente de la Orden de la Merced pero actualmente de propiedad privada.

## Origen del Monasterio
El origen se debe a un hijo de este pueblo que vivía en Zaragoza, llamado Martín Climente.
Se trataba de un hidalgo rico, devoto de nuestra Sra. del Pilar, quien, en sus últimos años, al retirarse a Embún, llevó consigo un cuadro de la Virgen del Pilar, con la intención de instalarlo en el templo de su localidad natal, la Iglesia de San Martín de Embún.
La historia de este cuadro, calificado de milagroso, según describen el Doctor Félix Amada en el libro de los milagros de Nuestra Señora del Pilar, y el padre Echeverz (del que luego hablaremos) en la dedicatoria de sus pláticas doctrinales, es la siguiente:
Martín hizo pintar la imagen de la Virgen de la columna del Pilar en un cuadro grande y de buen pincel.
En el año 1629 se lo pidieron prestado los padres mercedarios del convento de San Lázaro de Zaragoza para colocarlo en un altar del claustro en las fiestas que celebraron por la concesión de la misa y oficio propios de San Pedro Nolasco.
Este convento, dedicado al cuidado de los leprosos, se situaba en la actual Calle de Jesús, la cual, a su vez, toma el nombre del antiguo Convento de la Orden de los Padres Mercedarios de Nuestra Señora de Jesús situado en esta calle desde 1.447 hasta su destrucción durante los sitios de Zaragoza y desaparición con la desamortización de Mendizábal.
Al pasar el cuadro por el puente de piedra, llevado por dos hombres de buen pulso, lo arrebató de sus manos la violencia del viento, que lo llevó Ebro abajo hasta el puente de tablas, como media vara sobre las aguas. Desde allí retrocedió como unos 20 pasos en la forma dicha, y remontándose en el aire, fue a parar a uno de los balcones del palacio arzobispal sin mojarse ni parecer lesión alguna, con asombro de los espectadores, que fueron muchos. 
Con este prodigio se inflamó más la devoción de Martín Climente, quien, habiéndose retirado a Embún, su patria en los últimos años de su vida, intentó colocar la referida imagen en la iglesia parroquial para que fuese venerada por todos.
Lejos de estimar, como era justo, los vecinos de Embún el favor de su benéfico paisano, le hicieron una oposición tan obstinada, hasta perseguirlo y cometer insultos contra su persona, que tuvo que desistir del empeño. Másas no de su primer propósito de exponer la santa imagen a la pública veneración.
A este fin edificó una ermita en una heredad propia, distante un cuarto de legua de la villa. Para fundamentos de la Iglesia que dirigía a la madre de la pobreza, hizo traer del río Aragón 12 piedras limpísimas en manos de otras tantas doncellas.
Manifestó Dios con algunos prodigios cuán grata le era esta obra.
Un pariente muy cercano del varón devoto, que se distinguió en contradecir sus piadosos intentos, (llamado Miguel Caraz, según Esteban Dolz del Castellar) le dijo un día: "primero cegaré yo que veas acabada la ermita" y al punto quedó ciego. A este milagro se siguió otro, que fue recobrar la vista en el mismo día en que se acabó la fábrica.
Durante ésta, enfermo gravísimamente su fundador Martín Climente. Desahuciado de los médicos y recibidos los santos sacramentos, llegó a tal extremo que los domésticos, creyendo que había expirado, lo dejaron por muerto a cosa de medianoche. Llegada la mañana entraron el cuarto, y lo hallaron fuera de la cama, puesto de rodillas delante de la prodigiosa imagen de Nuestra Señora del Pilar, asidas las manos al marco.
Llenos de asombro le preguntaron por novedad tan extraña a qué respondió: "la virgen me ha ayudado a levantar, y me ha asegurado que no moriré hasta haber acabado su Iglesia".
En efecto, no murió hasta verla concluida, y, conforme a su voluntad, se sepultó en ella.
Según Latassa, por muerte del fundador, heredó la ermita su hijo, el muy ilustre señor don Martín Francisco Clement del Consejo de su majestad, y regente del Consejo de la corona de Aragón Archivado el 11 de junio de 2020 en Wayback Machine., domiciliado en la villa de Madrid, quien considerando la necesidad que había de operarios evangélicos en las montañas, determinó fundar allí un seminario convento de misioneros con la obligación de misionar en ellas.

### Emplazamiento y estado actual

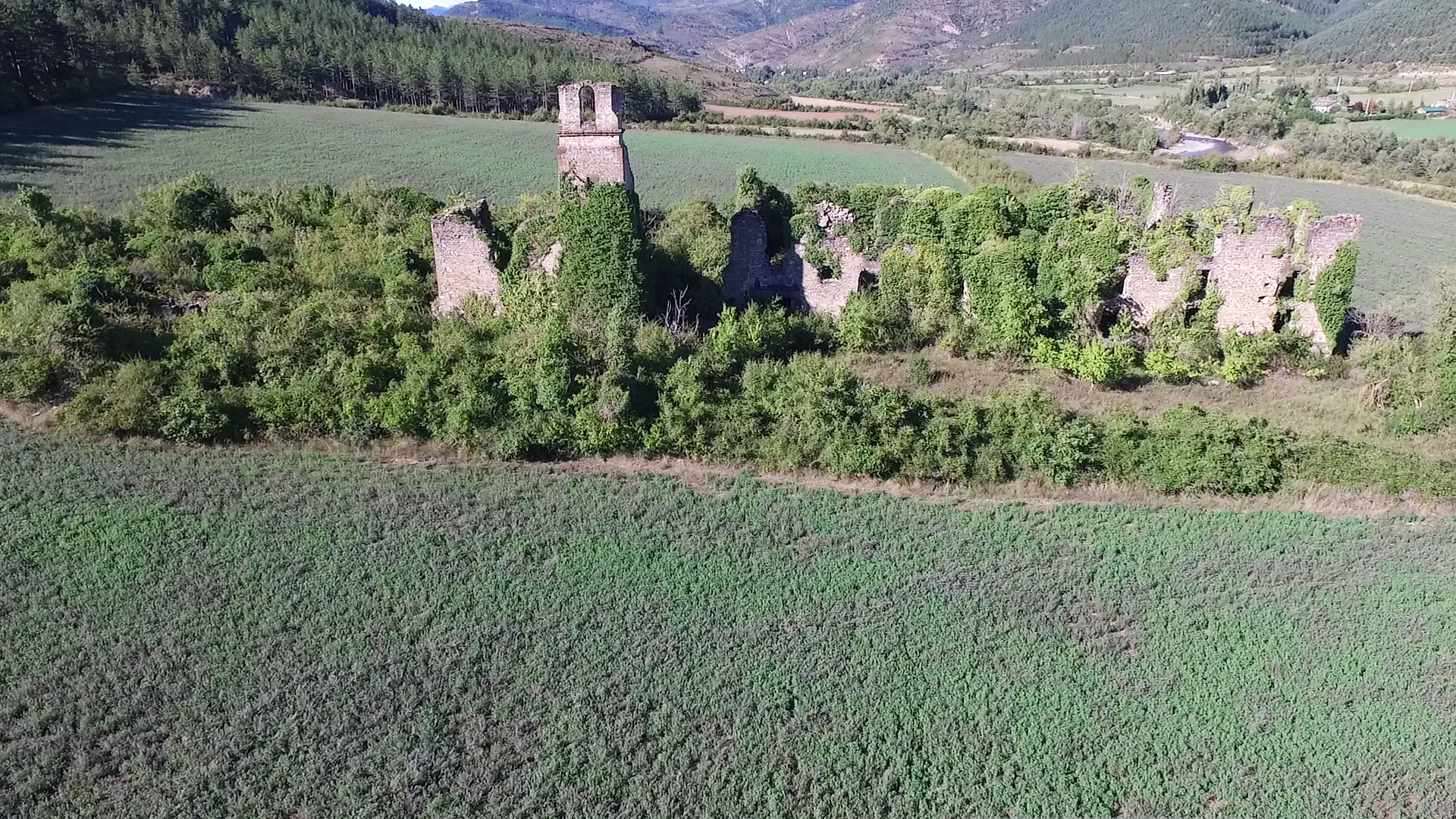
Vista aérea superior del Monasterio. Proporciona una idea de conjunto de la situación y estado actual del edificio

El monasterio se encuentra en la comarca de la Jacetania, próximo a las localidades de Hecho, Javierregay y Embún.
El rio Aragón Subordán corre adyacente al monasterio, separado únicamente de él por una pista practicable por vehículos.

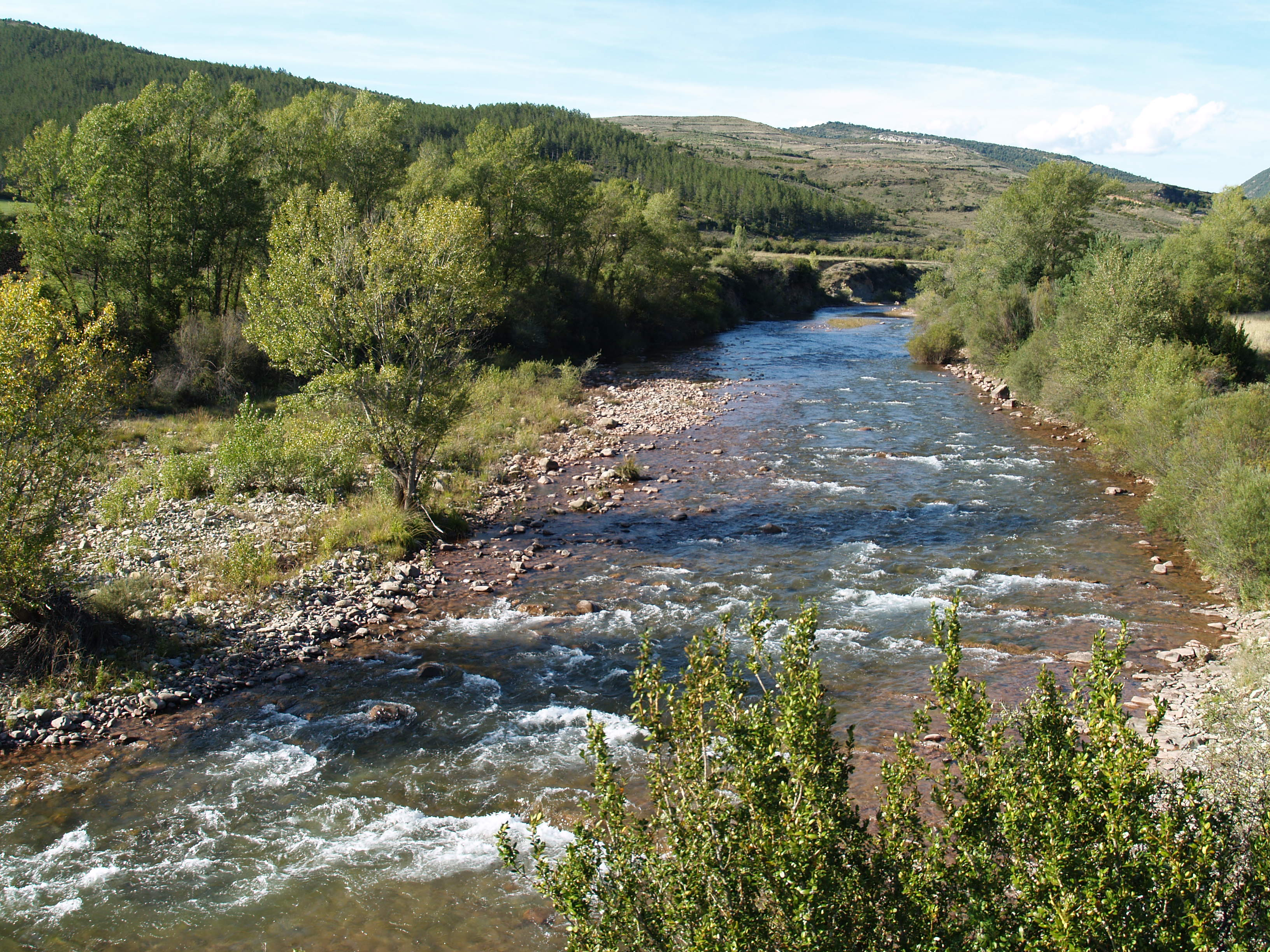
Imagen del Río Aragón Subordán a su paso junto al Monasterio del Pilar de Embún

El término donde se edificó el monasterio se conocía como “la pardina de Huessa”. Este término merece una reflexión sobre su origen pues evoca el topónimo “Huesa”.
En efecto, existen localidades denominadas de forma parecida. Alguna de estas, como Huesa, aunque nada sepamos de ella en la época romana, su nombre, Osa, denominada así durante todo el medievo y más tardíamente, Huessa y Guessa, parece provenir de la palabra latina osseus-ossea, es decir, hueso.
El término “huessa” parece emplearse en la pardina para referirse a un lugar de enterramiento u osario, cuyo origen y naturaleza nos son desconocidos, si bien se han descubierto en la zona necrópolis medievales de la época de la Reconquista.
El Monasterio se encuentra situado en una finca que limita con el rio Aragón Subordán y que se halla en las faldas de una montaña tapizada de extensos bosques de pinos, La finca es de propiedad particular y no se permite el acceso a las ruinas del monasterio.
El terreno donde se encuentra situado tiene forma de extensa planicie (la antigua pardina de Huessa), que se abre por el norte al valle de Hecho, quedando el pueblo de Embún más arriba del cauce del rio, en una altura.

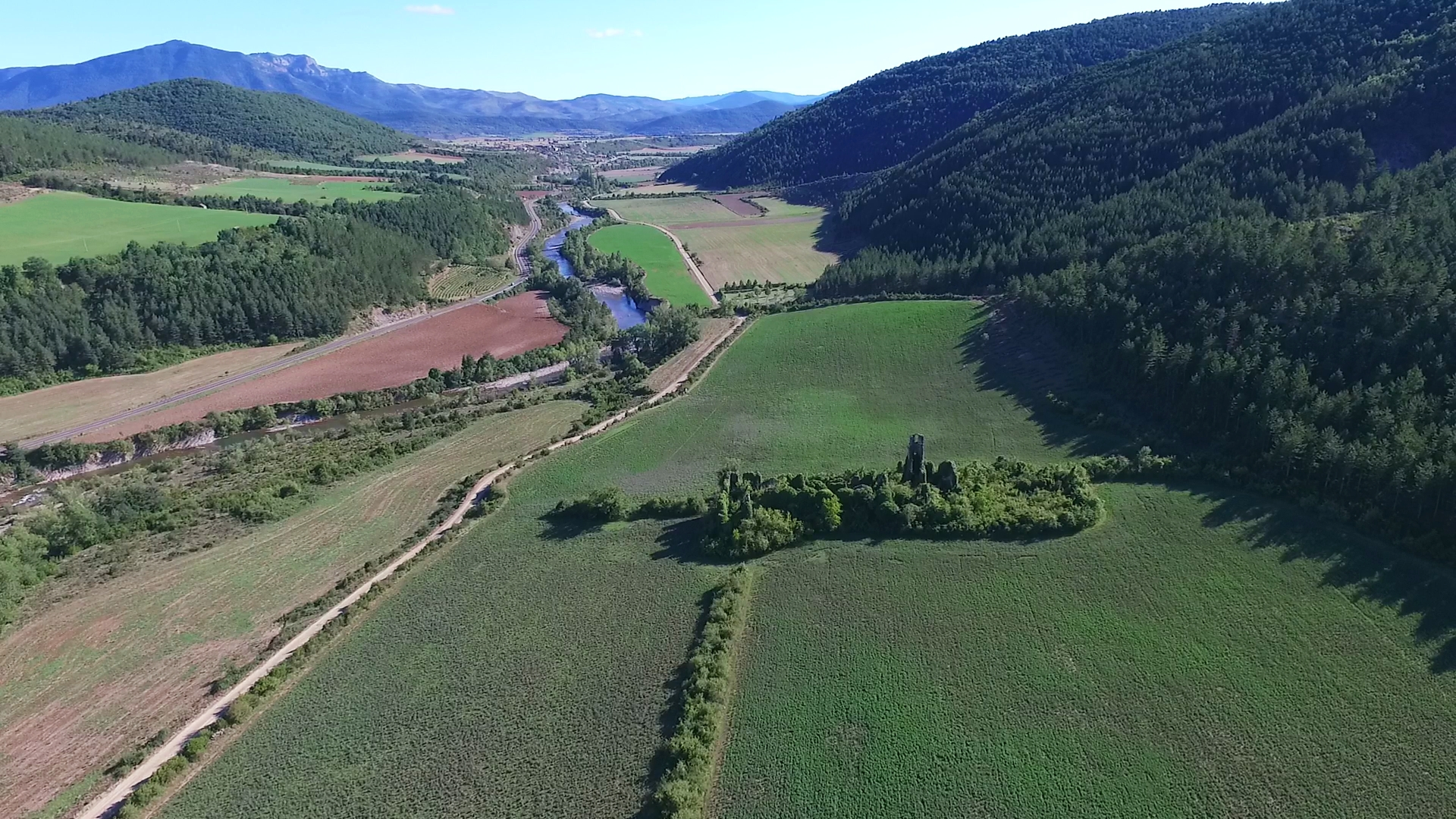
Vista general de la finca donde esta emplazado el Monasterio, dirigida hacia el sur, en dirección al río. Es visible el rio Aragón Subordán, la pista de acceso y a lo lejos, la localidad de Javierregay

Por el sur, la finca se extiende paralela al río que describe amplios meandros en la zona, hasta la localidad de Javierregay.

La apariencia general actual del Monasterio permite identificar claramente la torre campanario, así como la pared principal y gran parte del recinto, aun a pesar de que aparece cubierto de hiedra que trepa profusamente por las paredes.

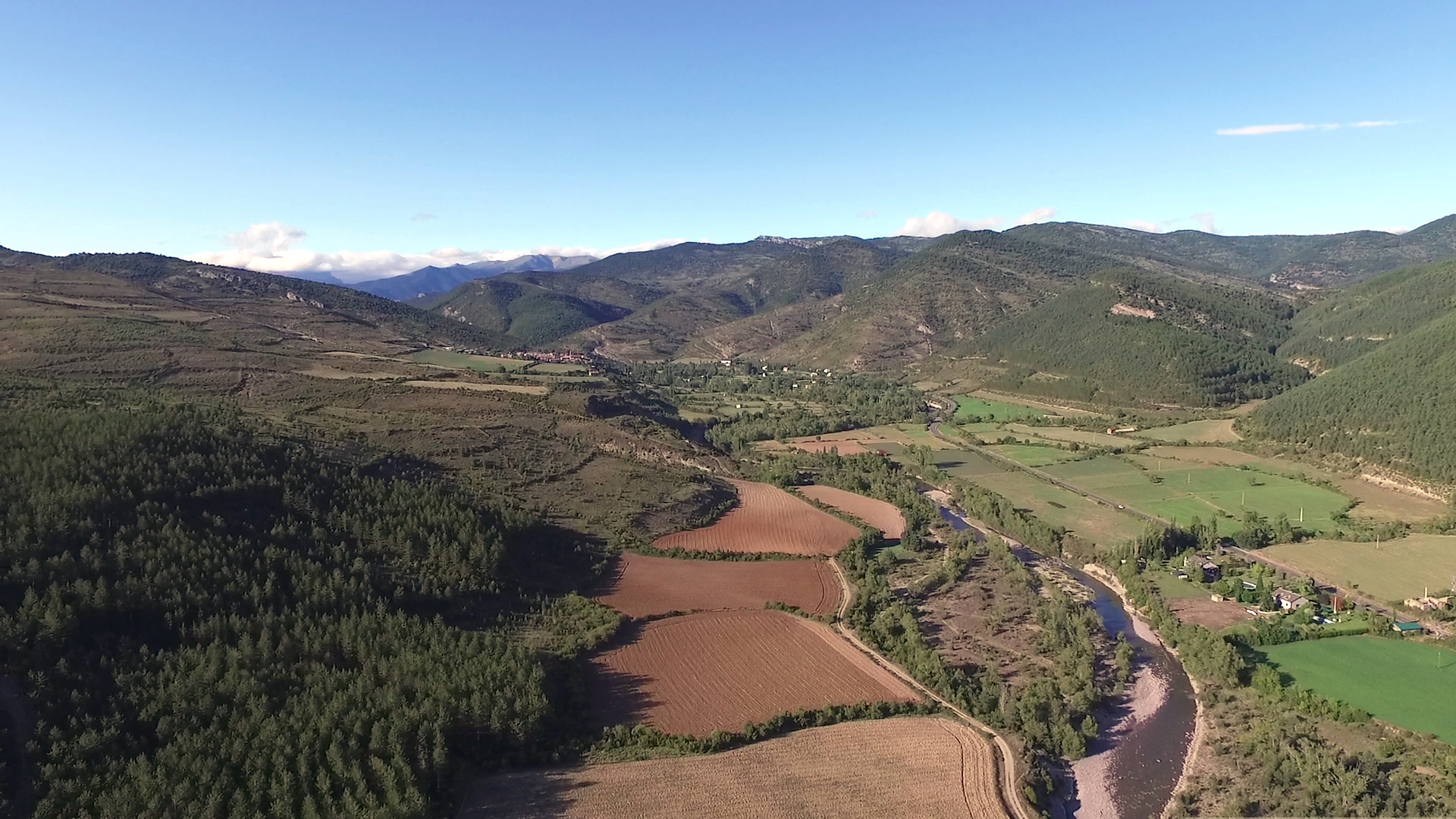
Vista aérea del valle de Hecho situado al norte del Monasterio. La imagen está tomada desde la vertical del edificio y permite ver el valle y la localidad de Embún sobre un alto en el margen derecho del río

## Historia

#### Fundación del Monasterio
El Padre Huesca Archivado el 15 de agosto de 2021 en Wayback Machine. señala:
Martín Francisco Clemente trató el negocio de la fundación del convento con los prelados de la orden de Nuestra Señora de la Merced, los cuales admitieron la fundación para 12 religiosos con dicho cargo. La fecha de fundación fue el 22 de marzo de 1699.
El fundador amplió la Iglesia, edificó el convento y lo dotó a sus expensas.
El primer prelado del nuevo convento (decretamos posesión a 22 de marzo de 1699) fue el padre presentado Fray Joseph Montagudo quien llegará a ser uno de los misioneros más célebres de su tiempo, cuya fama dura en el nuestro, y pasará la posteridad en la vida que escribió de este venerable y apostólico varón su digno compañero el padre de Echeverz.
En el mes de mayo del mismo año comenzó su ministerio apostólico en la villa de Embún, a quien por ser patria del fundador, se debía a las primicias que tan santo Instituto.
Uno de los frutos de su predicación fue ganar para su religión a Francisco Miguel de Echeverz natural de Embún, que fue el primer hijo de aquel convento, donde tomó el hábito de Nuestra Señora de la Merced el día de San Lucas del año 1700 a los 27 años de edad.

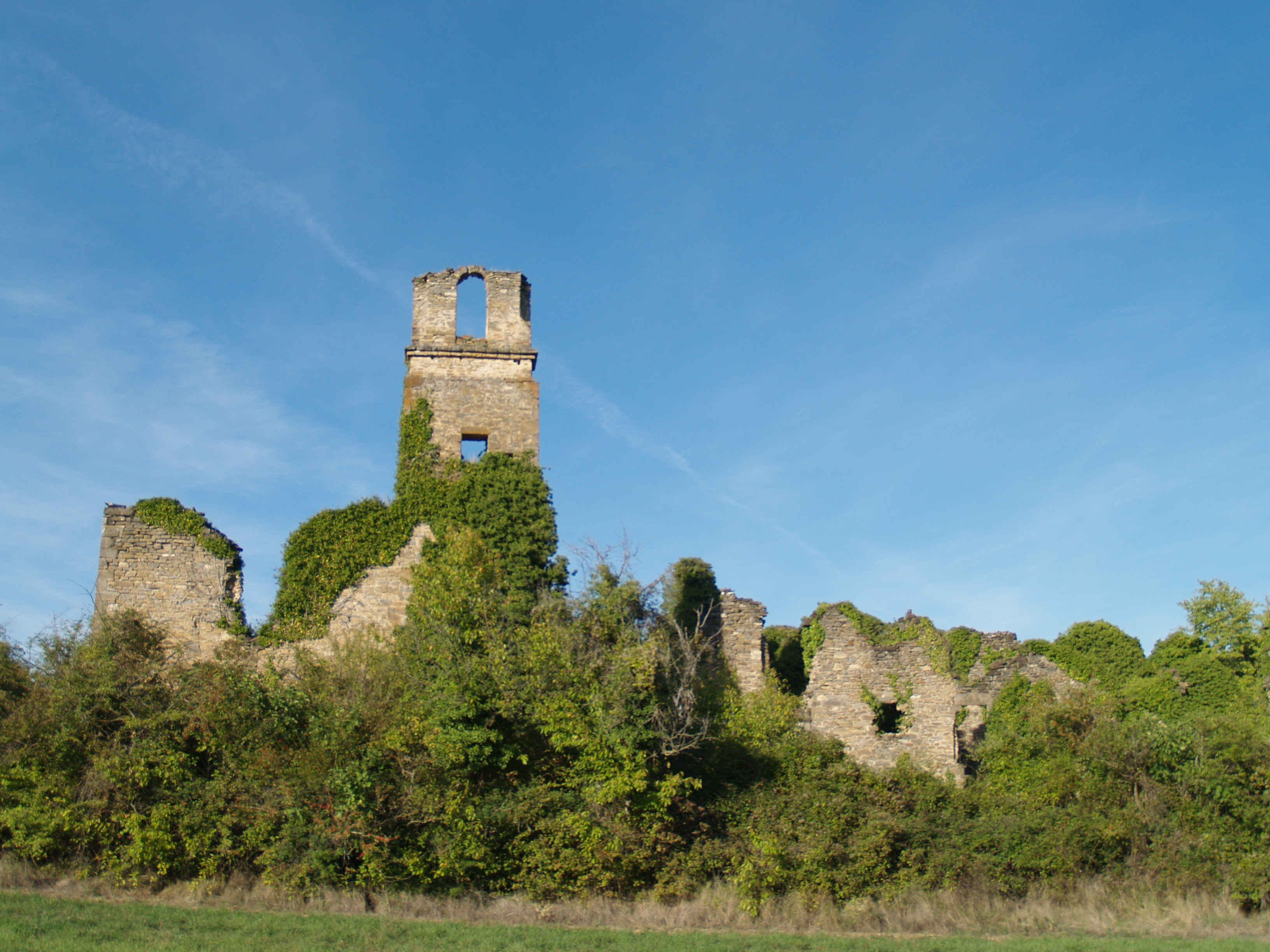
Imagen de la torre campanario del Monasterio y de parte de la fachada principal

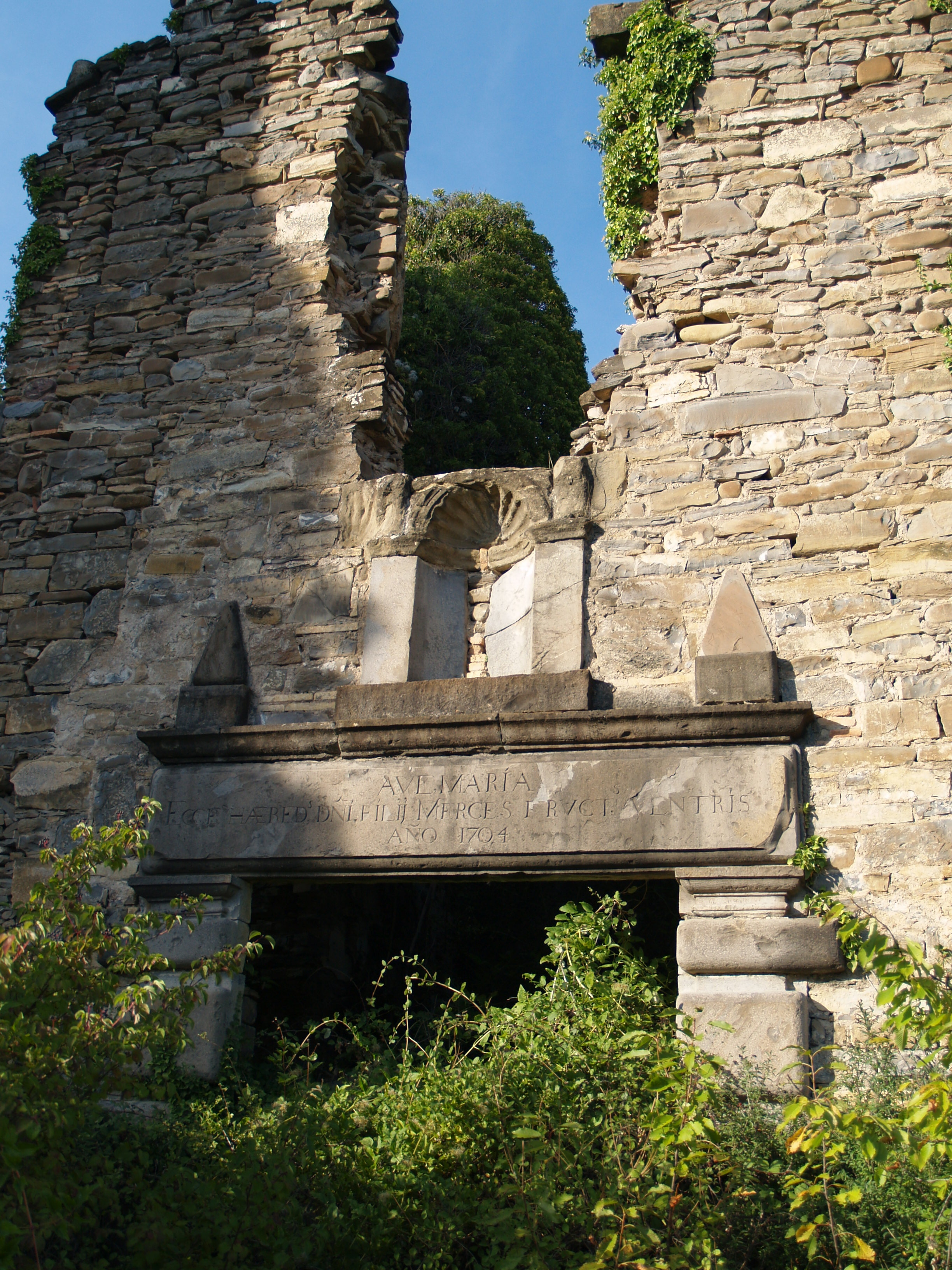
Vista de la puerta de entrada del Monasterio. Nótese la inscripción relativa al año de construcción: 1704

Dotó Dios al padre presentado Echeverz de todas las prendas necesarias para ser un perfecto misionero, y formándose en la escuela y según el espíritu del padre Mont agudo, fueron compañeros inseparables en el ministerio apostólico por espacio de 22 años, en que hicieron misión es no sólo en el reino de Aragón, mas también en la corte dos años durante la Cuaresma, y en las principales ciudades de Castilla, Navarra y Andalucía.
El señor que había juntado estos dos varones apostólicos para evangelizar a los pueblos, los separó después de la misión que hicieron en Sevilla en el año 1726 para otros destinos de su providencia.
El padre Montagudo no pudiendo continuar las misiones por sus accidentes y avanzada edad, fue nombrado redentor en el capítulo provincial del año 1727.
En cumplimiento de su oficio pasó a Túnez padeciendo en esta jornada indecibles trabajos por mar y tierra, y habiendo redimido de la esclavitud 129 cautivos, regresó con ellos España. A pocos días que llegó a su convento de San Lázaro de Zaragoza murió con fama de santidad a nueve de octubre del año 1729 a los 72 años y siete meses de edad. Predicó la palabra divina 46 años continuos, los 10 primeros de predicador de la redención, en que se ensayó para las misiones, y a los 36 restantes que misionero apostólico.
Viendo los prelados de la orden el fruto de las misiones del padre Montagudo determinaron erigir un seminario de misioneros en cada provincia, tomando por modelo el que tenía a la de Aragón en el convento de Nuestra Señora del Pilar de las montañas de jaca.
El padre Echeverz fue destinado para la ejecución de esta empresa. Desde Sevilla donde hizo la última misión con el padre Montagudo en el año 1726 pasó el convento de Moratalla de la provincia de Andalucía, en el que erigió en seminario de misioneros, dándole leyes oportunas para hermanar la observancia regular con las obligaciones del ministerio, y lo gobernó hasta dejar a los religiosos bien instruidos en este género de vida.
Algunos años después hizo lo mismo con el convento de Olmedo de la provincia de Castilla, y con el de Burriana de la de Valencia.
Habiendo cumplido con mucha gloria esta Comisión, regresó a su convento del Pilar, donde sin omitir el ejercicio de las misiones, que hacía todos los años en Aragón y Navarra, se dedicó a escribir varios libros altísimos en que dejó a los fieles, especialmente a los párrocos y misioneros, las instrucciones, doctrinas y máximas cristianas que había enseñado con su viva voz a los pueblos. El doctor don Félix Latasa en la biblioteca nueva de los escritores aragoneses, tomó cuarto página 565 y siguientes, trae el catálogo de las obras de este varón apostólico.
Fue presentado de la orden, examinador sinodal que algunos obispados, prelado de los seminarios que erigió, y tres veces comendador de su convento, contando el último trienio en que murió con fama de virtud al 31 de diciembre del año 1745. Hizo misiones 42 años, los 22 primeros en compañía del padre Montagudo.
A estos dos varones apostólicos, padres y fundadores de las misiones del convento de Nuestra Señora del Pilar, ha sucedido otros, que emulando el celo de tan santos modelos, no ha cesado ni cesan de misionar todos los años con notable fruto de los moradores de aquellas montañas, donde por ser el único convento de regulares que hay en el obispado de jaca, fuera de la ciudad es mucha la mies y pocos los operarios. La iglesia del convento es muy concurrida de los fieles que van a frecuentar los santos sacramentos.
Es el primer convento de misioneros que ha tenido la religión de la merced en España, y el origen y ejemplar de los que se han instituido posteriormente. Tiene rentas competentes con que se mantienen de ordinario 12 religiosos.

#### Los Mercedarios
Fueron Mercedarios los que se hicieron cargo de la fundación del convento
Según Antonio Ubieto:
Los Mercedarios constituyeron una orden fundada por la casa real de Aragón (y por ello ostenta las barras de su emblema monástico).
Fue en principio cofradía laica para procurar el rescate de los cautivos del islam, transformándose luego en orden militar (1234) y más tarde, a comienzos del siglo XIV, en orden mendicante.
Conventos mercedarios aragoneses son o fueron, por ejemplo, los de Nuestra Señora de la merced de Huesca (1218, reedificado en 1603), Nuestra Señora de la merced de Zaragoza (1228), San Agustín de Calatayud (1345), Daroca (1381), Monflorite y Sádaba.
De todos estos monasterios, los dos que merecen mención especial son el de Embún (destruido, pero señalando aún con sus románticas ruinas su legado), y del todavía vivo (desde el siglo XIII) de Nuestra Señora del Olivar en Estercuel,
Las órdenes monásticas aragonesas se encuentran hoy sumidas en un silencio que ha hecho olvidar a muchos de sus sedes y monasterios. La mayoría de estos han desaparecido y unos pocos sólo se mantienen en pie.
Entre aquellos, ya desaparecidos, apenas sabemos dónde estuvieron localizados, como el monasterio visigodo de Asan, el de San Pedro de séptimo, el de Grisén, o el de Santa Cristina de Somport. El de Embún, todavía no ha desparecido y sus ruinas y nuestro esfuerzo pueden todavía rescatarle del olvido. Por eso, sigamos escuchando su legado.

#### Primeros monjes y misiones
Siguiendo a Latassa, el primer Superior del monasterio fue el padre Monteagudo.
Las primeras misiones se dieron en Embún y en Berdún, pueblo próximo, y despertaron la vocación del primer religioso que tomó habitó en este convento.
Fue el padre Francisco Miguel de Echeverz (1672-1745), el año de 1700, siendo compañero inseparable del padre Monteagudo en las innumerables misiones que dieron no sólo en Aragón sino también en la corte y en las principales ciudades de Castilla, Navarra y Andalucía.
A lo largo del siglo XVIII los monjes llevaron a cabo una gran campaña misional en todo el territorio español por medio de tres famosos misioneros, los padres mencionados (Monteagudo y Echeverz) y el padre Vila, entre otros. Esta labor fue continuada brillantemente en los siglos posteriores
Tal fue el fruto que obtuvieron, que los profesos de la orden determinaron ellos instituir un seminario en cada provincia, siendo el prototipo de todas ellas el de nuestra Sra. del Pilar.
El padre Echeverz (Francisco Miguel de Echeverz y Eyto) fue el destinado para llevar a cabo la organización de la fundación del Monasterio, muriendo en 1745 a los 73 años, recibiendo sepultura común, sin diferencia de los demás religiosos allí sepultados. Autor de numerosas obras.

### sigloXIX
Durante la Guerra de la Independencia, el 26 de agosto de 1809, dentro del episodio conocido como la insurrección de los valles,  los guerrilleros de la partida de Miguel Sarasa, desalojados el día anterior del Monasterio Nuevo de San Juan de la Peña Archivado el 5 de enero de 2018 en Wayback Machine., se atrincheraron en el Monasterio del Pilar de Embún. Sumaban un total de 350 hombres muchos de ellos de Ansó y Hecho, al mando del Teniente Coronel, retirado, Alonso Escobedo.
Los franceses los desalojaron y dispersaron tras fuertes combates entre agosto y septiembre, incendiando el edificio.
Pese a ello, el Monasterio seguiría ocupado por Mercedarios hasta la desamortización de Mendizábal

### Fin del Monasterio
Bajo los gobiernos revolucionarios del siglo XIX, el convento hubo de ser abandonado. En 1820 por el Decreto de exclaustración de conventos, los religiosos se dispersaron por la diócesis.
En 1822 se produce la Real Orden de supresión del convento por no residir ningún religioso en é,l y se extingue definitivamente en 1835 siendo sacadas sus fincas a subasta.
Los cinco retablos que contenía la iglesia del convento fueron llevados a la Iglesia de San Martin, parroquia de Echo el año 1830. Se ignora el autor de tales lienzos.
Tras el abandono del monasterio, se ignora lo que hay bajo sus ruinas. Debería existir un refectorio, cripta o cementerio, biblioteca, almacén o bodega ya que se cree que solo algunas imágenes y algún cuadro fueron objeto de la rapiña. Se dice también que sus campanas desaparecieron, siendo su destino alguna villa cercana .